# Oley Sey
Oley Sey ist eine gambische Politikerin.

## Leben
Im Februar 2007 wurde Sey von Präsident Yahya Jammeh ins gambische Parlament nominiert. Sie gehörte der Alliance for Patriotic Reorientation and Construction (APRC) an. Außerdem wurde sie als gambische Vertreterin in die Paritätische Parlamentarische Versammlung von EU und den Staaten Afrikas, der Karibik und des Pazifiks entsandt.
Im August 2008 wurde die Nominierung widerrufen. Wenig später wurde sie mit einer weiteren Person angeklagt, Ende Juli 2008 die Summe von 500.000 Dalasi gestohlen bzw. unterschlagen zu haben. Ende Januar 2009 wurde sie für schuldig befunden und zu sechs Monaten Haft ohne Bewährung verurteilt.